# Hideaki Takeda
Hideaki Takeda (武田 英明 Takeda Hideaki?), född 22 maj 1985 i Saitama prefektur, är en japansk före detta fotbollsspelare.
Takeda började sin karriär 2008 i Fagiano Okayama. Han spelade 63 ligamatcher för klubben. 2010 flyttade han till Matsumoto Yamaga FC.